# Diana Lorys
Ana María Cazorla Vega, coneguda artísticament com a Diana Lorys, (Madrid, 20 d'octubre de 1940) és una actriu espanyola de cinema i teatre que ha interpretat més de cinquanta pel·lícules i que va tenir el seu període de major activitat entre 1960 i 1980.

## Biografia
Va compaginar els seus estudis reglats amb formació en dansa clàssica, espanyola i flamenca, a més d'art dramàtic i dicció. Això li va permetre participar en diversos espectacles musicals i comèdies teatrals des de l'adolescència.
A partir del seu debut al cinema a Pelusa (1960), de Javier Setó, la seva presència al cinema de gènere dels 60 i principis dels 70 va ser una constant. Va participar en nombroses pel·lícules de terror, d'aventures, westerns i comèdies, a més d'algunes obres de teatre amb les companyies d'Arturo Fernández i Paco Morán. Sovint encarnant el tòpic espanyol de la dona apassionada.
A la dècada de 1970 el cinema de gènere de fabricació hispana comença a decaure i Diana s'aparta de l'activitat artística. A banda d'alguna aparició a la televisió, no tornarà al cinema fins al 2010 amb Un hombre de porvenir, de Ian Brewner.

## Filmografia (selecció)

### Cinema
- Pelusa (1960), de Javier Setó.
- Usted puede ser un asesino (1961), de José María Forqué.
- Festival (1961), de César Fernández Ardavín.
- Gritos en la noche (1962), de Jesús Franco.
- Salto mortal (1962), de Mariano Ozores.
- Échappement libre (1964), de Jean Becker.
- I gemelli del Texas (1964), d'Steno.
- The Texican (1966), de Lesley Selander.
- Residencia para espías (1966), de Jesús Franco.
- Devilman Story (1967), de Paolo Bianchini.
- Villa Rides (1968), de Buzz Kulik.
- Sonora (1968), d'Alfons Balcázar.
- No desearás la mujer de tu prójimo (1968), de Pedro Lazaga.
- La legione dei dannati (1969), d'Umberto Lenzi.
- Blindman (1971), de Ferdinando Baldi.
- Il corsaro nero (1971), de Lorenzo Gicca Palli.
- Sex Charade (1972), de Jesús Franco.
- Don Quijote cabalga de nuevo (1973), de Roberto Gavaldón.
- Los ojos azules de la muñeca rota (1974), de Carlos Aured.
- La lozana andaluza (1976), de Vicente Escrivá.
- California (1977), de Michele Lupo.
- La ciudad maldita (1978), de Juan Bosch.
- Un hombre de porvenir (2010), de Ian Brewner.

### Televisió
| Any  | Sèrie                     | Episodi                                    |
| ---- | ------------------------- | ------------------------------------------ |
| 1973 | Estudio 1                 | Yo soy Brandel                             |
| 1973 | Historias de Juan Español | Juan Español veranea y busca novia         |
| 1974 | Los camioneros            | Puesta a punto de un conductor             |
| 1977 | Curro Jiménez             | El fuego encendido                         |
| 1978 | Los espectáculos          | Entrevista emesa el 28 de setembre de 1978 |
| 1979 | Los mitos                 | Ifigenia                                   |
| 1979 | Que usted lo mate bien    | El Doctor J.                               |
| 1981 | I. O. B. – Spezialauftrag | Erste Klasse                               |
| 1999 | Cine de Barrio            | Episodi emès el 21 d'agost de 1999         |
| 2000 | Cine de Barrio            | Episodi emès el 9 de setembre de 2000      |